# Oznaczanie stron świata przy użyciu kolorów
Uzasadnienie: można to wstawić jako sekcję do artykułu o stronach świata
Oznaczanie stron świata przy użyciu kolorów – oznaczanie stron świata przy użyciu kolorów. Symbolika jest różna w zależności od ludu.

## Ruś
Niektórzy uczeni przypuszczają, że „kolorowe” nazwy Rusi powstały w XIII wieku i były zapożyczeniem od ludów ałtajsko-tureckich, które używały kolorów do oznaczenia kierunków geograficznych (czerwień – południe, biel – zachód, czerń – północ). Przykładowo tur., tuw., ałt. wyraz „kara” znaczy zarówno „czarny”, jak i „północ”, a w chińskim 红 (hóng) oznacza czerwień, ogień i południe.
Przyjmując słowiańską logikę kolorów biały to północ (Biała Ruś), czarny to południe (Czarna Ruś), a czerwony to zachód (Czerwona Ruś, najbardziej na zachodzie położona część Rusi).
| Północna Euroazja | Północ | Wschód | Południe | Zachód | Centrum |
| ----------------- | ------ | ------ | -------- | ------ | ------- |
| Słowianie         |        |        |          |        | –       |
| Chiny             |        |        |          |        |         |
| Ainu              |        |        |          |        |         |
| Tureckie          |        |        |          |        |         |
| Kałmucy           |        |        |          |        | –       |
| Tybet             |        |        |          |        |         |